# جواو إدواردز
جواو إدواردز (بالإنجليزية: Jo Edwards)‏ هي لاعبة بولينغ نيوزيلندية، ولدت في 5 فبراير 1970 في كلاتربريج ‏ في المملكة المتحدة.

## روابط خارجية
- جواو إدواردز على موقع اللجنة الأولمبية النيوزيلندية (الإنجليزية)
- جواو إدواردز على موقع اتحاد ألعاب الكومنولث (مؤرشف) (الإنجليزية)
- جواو إدواردز على موقع دورة ألعاب الكومنولث 2006 (مؤرشف) (الإنجليزية)
- جواو إدواردز على موقع دورة ألعاب الكومنولث 2014 (مؤرشف) (الإنجليزية)